# Hieracium bijugipes
Hieracium bijugipes es una especie de planta con flor del género Hieracium, de la familia Asteraceae, orden Asterales.

## Distribución
Hieracium bijugipes se distribuye por Suecia.

## Taxonomía
Fue descrita científicamente por Dahlst. & Enand. Fue publicada en Exsicc. (Herb. Hierac. Scand.) 17: n.° 16 (1904).